# Диалекты гагаузского языка
Диалекты гагаузского языка — территориальные разновидности гагаузского языка. Основными диалектами являются комратско-чадырский (центральный) и вулканештский (южный) диалекты. Также имеются различные говоры у гагаузов Болгарии и Греции.
На комратско-чадырском диалекте говорят в Комратском и Чадыр-Лунгском районах Гагаузии, а на вулканештском — в Вулканештском районе Гагаузии и Одесской области Украины. Вулканештский диалект отличается от комратско-чадырского бо́льшим тюркским фонетическим уклоном и обилием арабо-персидской и русской лексики, в то время как комратско-чадырскому диалекту свойственна балканская фонетика и болгарская лексика. Диалекты гагаузского языка формировались главным образом в гагаузских сёлах Молдавии и Одесской области Украины.

## Научные исследования
Диалекты наряду с другими особенностями гагаузского языка были подробно исследованы российским учёным-востоковедом Людмилой Покровской. Ею впервые была выдвинута и обоснована концепция о формировании гагаузских терминов родства. Согласно этой концепции, одну третью часть гагаузской родственной терминологии составляют термины болгарского происхождения, под которыми понимаются термины славянского происхождения. Эта концепция была оспорена украинским учёным А. В. Шабашовым. В ходе исследований им были выявлены характерные черты, свойственные гагаузской системе родства («принцип косого родства» или «принцип относительного возраста»). В них Шабашов также выдвинул собственную концепцию о происхождении и генетических корнях гагаузской терминологии родства. Им было выделено три основных источника формирования гагаузских терминов родства: общетюркские, тюрко-болгарские, славяно-болгарские. Таким образом, основная часть терминов, которые Л. А. Покровская относила к болгарским (славянским) терминам, была классифицирована украинским учёным как термины, имеющие тюрко-болгарское происхождение, так как, кроме болгар, не встречаются у других славянских народов. Сравнительное изучение терминов родства гагаузов Болгарии позволило выявить имеющиеся локальные особенности, которые позволяют условно разделить исследованные сёла на две основные группы: 1) сёла, расположенные вблизи города Каварны (Болгарево, Могилиште, Божурец), 2) сёла Варненского округа (Генерал-Кантарджиево, Кичево, Орешак).
Сравнительное исследование терминов родства гагаузов Болгарии и Бессарабии показало, что у гагаузов Болгарии в большей степени сохранились элементы, характерные для бифуркативно-коллатерального типа родства. Помимо дифференциации терминов по отношению к брату матери (dayı/vuyçu/amuca) и брату отца (çiçu), что является общим для гагаузов Болгарии и Бессарабии, для жителей некоторых гагаузских сёл Болгарии характерно в прошлом разделение терминов, обозначающих сестру матери (hala) и сестру отца (lelü), а также жену брата матери (nifi) и жену брата отца (bulä). Разделение отцовской и материнской линий у гагаузов Бессарабии зафиксировано только в селе Дмитровка (Украина), в котором для обозначения сестры отца (или сестры матери) использовали термин neni. Сохранение чёткой дифференциации родственников мужского пола по отцовской и материнской линиям и почти полная утрата разделения родственников женского пола по отцовской и материнской линиям объясняется принципом построения семьи, основанным на главенстве мужского начала и патрилокальности.

## Различия в фонетике
Основные фонетические различия между комратско-чадырским и вулканештским диалектом:
1. Степень употребляемости гласных переднего ряда ä и е. В центральном диалекте гласный ä закономерно выступает в конечном открытом слоге имён и глагольных форм (maalä — «квартал», gecä — «ночь») и в аффиксах под ударением после основ с гласными переднего ряда (köklär — «корни», evdän evä — «из дома в дом»). В южном говоре гласному ä в указанных случаях соответствует гласный е (maale, gece, kökler, evden eve).
2. Варианты личных местоимений 1-го и 2-го лица единственного числа. Bän, sän в комратско-чадырском диалекте и ben, sen в вулканештском диалекте.
3. Употребление долгих гласных ää и еe в конце слова. В комратско-чадырском диалекте употребляется долгая гласная ää: (gezmää — «ходить», gülmää — «смеяться», köpää — «собака» (дательный и винительный падеж в результате выпадения согласного k между гласными)), a в вулканештском диалекте в этой же позиции — долгая гласная еe: (gezmee, gülmee, köpee).
4. Степень влияния согласного у (йот) и аффрикаты с (дже) на предшествующие широкие гласные а и е. В комратско-чадырском диалекте гласные а, е перед среднеязычным спирантом у и аффрикатой с сужаются и редуцируются, в вулканештском же диалекте это явление выражено очень слабо (burdêim — burdayım (я здесь), alıcek — alacak (он возьмёт), gidicek (gicek) — gidecek (он пойдёт)).
5. Выпадение конечного r в аффиксе множественного числа в южном говоре и его сохранение в центральном диалекте: (Kızla(r) topladıla(r) çiçek da ördüle(r) feneţ — «Девушки собрали цветы и сплели венок»).
6. Выпадение согласного h в начале слова. Согласный h, звучащий в гагаузском языке как лёгкое придыхание, выпадает в вулканештском диалекте и сохраняется в комратско-чадырском: ((h)ava — «погода», (h)ayvan — «животное», (h)asta — «больной»).

## Различия в морфологии
В области морфологии различия между гагаузскими говорами проявляются, главным образом, в форме настоящего времени изъявительного наклонения. В центральном диалекте употребительна форма настоящего времени на -êr/-er: (alêr — «берёт», verer — «даёт», где гласный в аффиксе настоящего времени может произноситься как полудолгий или как дифтонг -ıê/-ie в alıêr, verier. В южном говоре употребляется форма настоящего времени на -ıy/iy: (alıy, veriy).
В южном диалекте продолжают сохраняться некоторые архаичные формы, почти вышедшие из употребления в центральном диалекте, в частности форма долженствовательного наклонения на -malı, -meli: (sen durmalı — «тебе надо стоять», o gitmeli — «ему надо уйти (ехать)». В целом, при сравнении данных центрального и южного диалектов южный диалект представляется более архаичным и более устойчиво сохраняющим черты строя тюркских языков.